# Saison 2023-2024 du Brest Bretagne Handball
Maillots
Chronologie
2022-2023 2024-2025
Actualités
Dernière mise à jour : 2 septembre 2023.
La saison 2023-2024 du Brest Bretagne Handball est la douzième saison de son histoire depuis sa relégation administrative, la huitième en Ligue Féminine de Handball. Brest participe pour la septième fois de son histoire à la Ligue des champions.

## Transferts et mouvements d'effectif
| Joueuse                  | Poste            | Provenance/Destination  | Durée |
|                          |                  | Arrivées                |       |
| Audrey Dembele           | Arrière gauche   | ES Besançon             | 2 ans |
| Juliette Faure           | Demi-centre      | ES Besançon             | 1 an  |
| Valeriia Maslova         | Arrière droite   | Metz Handball           | 2 ans |
| Charlotte Cholevová (en) | Arrière gauche   | DHK Baník Most          | 2 ans |
| ️Iva Mladenovska (en)     | Arrière droite   | ŽRK Metalurg            | 4 ans |
| Katharina Filter (en)    | Gardienne de but | København Håndbold      | 2 ans |
| Alexandrina Barbosa      | Arrière gauche   | Balonmano Morvedre (es) | 1 an  |
|                          |                  | Départs                 |       |
| Helene Fauske            | Arrière gauche   | Neptunes de Nantes      | ?     |
| Monika Kobylińska        | Arrière droite   | CSM Bucarest            | ?     |
| Tatjana Brnović          | Pivot            | RK Krim                 | ?     |
| Itana Grbić              | Demi-centre      | RK Krim                 | ?     |
| Estel Memana             | Ailière gauche   | Noisy-le-Grand HB       | ?     |
|                          |                  | Prolongations           |       |
| Julie Foggea             | Gardienne de but | 1 an                    | 1 an  |
| Eva Jarrige              | Arrière droite   | 2 ans                   | 2 ans |
| Aïssatou Kouyaté         | Arrière droite   | 1 an                    | 1 an  |
| Pauletta Foppa           | Pivot            | 4 ans                   | 4 ans |
| Alicia Toublanc          | Ailière droite   | 1 an                    | 1 an  |
| Jenny Carlson            | Demi-centre      | 1 an                    | 1 an  |

## Effectif
Départs mi-saison
- Charlotte Cholevová a quitté le club à la mi-saison, en décembre 2023.
- Petra Marinovic rejoint la JDA Bourgogne Dijon Handball en tant que joker médical en février 2024.

Blessées gravement avant le début de la saison, puis revenues opérationnelles en cours de saison
- Audrey Dembele (rupture du ligament croisé antérieur)
- Aïssatou Kouyaté (rupture totale du tendon d'Achille)

Blessées gravement en cours de saison:
- Đurđina Jauković (ligaments croisés)
- Merel Freriks (ligaments croisés)

Retours en compétition: 
- Pauline Coatanea (11 Novembre 2023 contre Buducnost)
- Cléopâtre Darleux (8 mars 2024 contre Mérignac)

Ajoutée en joker médical en cours de saison:
- Hawa N'Diaye (de janvier 2024 jusqu'à la fin de la saison)

## Préparation estivale
- 10 juillet : reprise de l'entraînement
- Du 31 juillet au xx août : stage à Ikast au Danemark
- Du 12 août au xx août : stage à Braila en Roumanie
- Notes: Carlson et Maslova ont souffert de gênes musculaires pendant la préparation.

| Date     | Club recevant      | Score   | Club visiteur | Note             |
| -------- | ------------------ | ------- | ------------- | ---------------- |
| 02.08.23 | Odense Håndbold    | 35 - 21 | Brest BH      | Stage à Ikast.   |
| 04.08.23 | Ikast Håndbold     | 28 - 27 | Brest BH      | Stage à Ikast.   |
| 13.08.23 | Rapid Bucarest     | 31 - 30 | Brest BH      | Stage à Braila   |
| 16.08.23 | HB Braila          | 30 - 31 | Brest BH      | Stage à Braila   |
| 17.08.23 | Rapid Bucarest     | 31 - 22 | Brest BH      | Stage à Braila   |
| 19.08.23 | SCM Râmnicu Vâlcea | 27 - 26 | Brest BH      | Stage à Braila   |
| 25.08.23 | Brest BH           | 28 - 20 | JDA Dijon     | À Ivry-sur-Seine |

| Légende : victoire, match nul, défaite. |

## Résultats de la saison

### Championnat de France

#### Résultats
| Journée                       | Date                               | Club recevant              | Score   | Club visiteur              | Classement        | Points |
| ----------------------------- | ---------------------------------- | -------------------------- | ------- | -------------------------- | ----------------- | ------ |
| PHASE ALLER                   |                                    |                            |         |                            |                   |        |
| J1                            | 30.08.2023                         | Brest BH                   | 31 – 23 | Toulon MVHB                | 3e                | 3      |
| J2                            | 02.09.2023 (reporté au 21.02.2024) | Mérignac Handball          | 24 – 39 | Brest BH                   | 9e (-1 match) 1er | 3 48   |
| J3                            | 06.09.2023                         | Brest BH                   | 34 – 22 | Saint-Amand Handball       | 5e (-1 match)     | 6      |
| J4                            | 13.09.2023                         | Neptunes de Nantes         | 23 – 27 | Brest BH                   | 4e (-1 match)     | 9      |
| J5                            | 27.10.2023                         | Brest BH                   | 39 – 15 | Strasbourg ATH             | 4e (-1 match)     | 12     |
| J6                            | 04.10.2023                         | Paris 92                   | 31 – 33 | Brest BH                   | 3e (-1 match)     | 15     |
| J7                            | 07.10.2023                         | Brest BH                   | 28 – 24 | HB Plan-de-Cuques          | 2e (-1 match)     | 18     |
| J8                            | 25.10.2023                         | ES Besançon                | 21 – 28 | Brest BH                   | 2e (-1 match)     | 21     |
| J9                            | 31.10.2023                         | Brest BH                   | 33 – 27 | OGC Nice                   | 2e (-1 match)     | 24     |
| J10                           | 04.11.2023                         | Stella Saint-Maur Handball | 22 – 32 | Brest BH                   | 2e (-1 match)     | 27     |
| J11                           | 15.11.2023                         | JDA Dijon                  | 24 – 32 | Brest BH                   | 2e (-1 match)     | 30     |
| J12                           | 10.01.2024                         | Brest BH                   | 25 – 20 | Chambray Touraine          | 2e (-1 match)     | 33     |
| J13                           | 17.01.2024                         | Metz Handball              | 22 – 23 | Brest BH                   | 2e (-1 match)     | 36     |
| PHASE RETOUR                  |                                    |                            |         |                            |                   |        |
| J14                           | 24.01.2024                         | Brest BH                   | 26 – 24 | Paris 92                   | 2e (-1 match)     | 39     |
| J15                           | 07.02.2024                         | Strasbourg ATH             | 20 – 31 | Brest BH                   | 2e (-1 match)     | 42     |
| J16                           | 14.02.2024                         | Brest BH                   | 33 – 28 | Neptunes de Nantes         | 2e (-1 match)     | 45     |
| J17                           | 24.02.2024                         | HB Plan-de-Cuques          | 25 – 32 | Brest BH                   | 1er               | 51     |
| J18                           | 08.03.2024                         | Brest BH                   | 37 – 30 | Mérignac Handball          | 1er               | 54     |
| J19                           | 13.03.2024                         | Saint-Amand Handball       | 28 – 38 | Brest BH                   | 1er               | 57     |
| J20                           | 27.03.2024                         | Brest BH                   | 37 – 30 | JDA Dijon                  | 1er               | 60     |
| J21                           | 19.04.2024                         | Toulon MVHB                | 20 – 36 | Brest BH                   | 1er               | 63     |
| J22                           | 21.04.2024                         | OGC Nice                   | 26 – 34 | Brest BH                   | 1er               | 66     |
| J23                           | 04.05.2024                         | Brest BH                   | 19 – 24 | Metz Handball              | 2e                | 67     |
| J24                           | 12.05.2024                         | Brest BH                   | 35 – 23 | Stella Saint-Maur Handball | 2e                | 70     |
| J25                           | 22.05.2024                         | Chambray Touraine          | 28 – 33 | Brest BH                   | 2e                | 73     |
| J26                           | 25.05.2024                         | Brest BH                   | 27 – 27 | ES Besançon                | 2e                | 75     |
| Légende: Victoire Nul Défaite |                                    |                            |         |                            |                   |        |

### Coupe d'Europe: ligue des champions

#### Résultats
| Journée                           | Date       | Club recevant           | Score   | Club visiteur           | Classement | Points |
| --------------------------------- | ---------- | ----------------------- | ------- | ----------------------- | ---------- | ------ |
| MATCHS ALLER                      |            |                         |         |                         |            |        |
| J1                                | 10.09.2023 | Brest BH                | 23 – 24 | Győri ETO KC            | 5e         | 0      |
| J2                                | 16.09.2023 | IK Sävehof              | 20 – 25 | Brest BH                |            | 2      |
| J3                                | 24.09.2023 | Brest BH                | 25 – 26 | Odense Håndbold         |            | 2      |
| J4                                | 01.10.2023 | SG BBM Bietigheim       | 34 – 30 | Brest BH                | 6e         | 2      |
| J5                                | 21.10.2023 | CSM Bucarest            | 28 – 30 | Brest BH                | 5e         | 4      |
| J6                                | 28.10.2023 | Debreceni VSC           | 31 – 24 | Brest BH                | 6e         | 4      |
| J7                                | 11.11.2023 | Brest BH                | 20 – 20 | ŽRK Budućnost Podgorica | 6e         | 5      |
| MATCHS RETOUR                     |            |                         |         |                         |            |        |
| J8                                | 18.11.2023 | ŽRK Budućnost Podgorica | 21 – 34 | Brest BH                | 5e         | 7      |
| J9                                | 06.01.2024 | Brest BH                | 38 – 28 | Debreceni VSC           | 5e         | 9      |
| J10                               | 14.01.2024 | Brest BH                | 24 – 21 | CSM Bucarest            | 5e         | 11     |
| J11                               | 20.01.2024 | Brest BH                | 37 – 30 | SG BBM Bietigheim       | 4e         | 13     |
| J12                               | 03.02.2024 | Odense Håndbold         | 29 – 29 | Brest BH                | 4e         | 14     |
| J13                               | 11.02.2024 | Brest BH                | 28 – 23 | IK Sävehof              | 4e         | 16     |
| J14                               | 17.02.2024 | Győri ETO KC            | 32 – 32 | Brest BH                | 3e         | 17     |
| PHASE FINALE                      |            |                         |         |                         |            |        |
| 8e de finale                      | 16.03.2024 | Ferencváros TC          | 28 – 30 | Brest BH                |            |        |
| 8e de finale                      | 24.03.2024 | Brest BH                | 26 – 31 | Ferencváros TC          |            |        |
| Brest est éliminé en 8e de finale |            |                         |         |                         |            |        |
| Légende: Victoire Nul Défaite     |            |                         |         |                         |            |        |

### Coupe de France
| Entrée en lice en quart de finale |            |          |         |               |
| Quart de finale                   | 31.01.2024 | Paris 92 | 29 – 37 | Brest BH      |
| Demi finale                       | 30.03.2024 | Brest BH | 29 – 35 | Metz Handball |
| Légende: Victoire Nul Défaite     |            |          |         |               |

## Statistiques

### Individuelles

#### Meilleures marqueuses de l'équipe
Valeriia Maslova : 240 buts au total (via FFHB) / 239 buts (via LBE)
- Champions League: 101 buts
- Championnat de France: 128 buts (selon la FFHB) / 127 buts (selon la LBE)
- Coupe de France: 11 buts

 Pauletta Foppa: 162 buts au total
- Champions League: 68 buts
- Championnat de France: 88 buts
- Coupe de France: 6 buts

 Alicia Toublanc: 155 buts au total
- Champions League: 51 buts
- Championnat de France: 101 buts
- Coupe de France: 3 buts

 Alexandrina Barbosa: 133 buts au total (selon la FFHB) / 132 buts (selon la LBE)
- Champions League: 50 buts
- Championnat de France: 76 buts (selon la FFHB) / 75 buts (selon la LBE)
- Coupe de France: 7 buts

 Jenny Carlson : 113 buts au total
- Champions League: 34 buts
- Championnat de France: 71 buts (selon la FFHB)
- Coupe de France: 8 buts

## Palmarès et distinctions individuelles

### Joueuse du mois
| Joueuse du mois |                  |                           |        |
| Mois            | Joueuse          | Statistiques de la saison | Autres |
| Octobre         | Valeriia Maslova |                           |        |
| Février         | Alicia Toublanc  |                           |        |
| Avril           | Constance Mauny  |                           |        |

Source: Octobre; Février, Avril

### 7 Majeur de la semaine
| 7 Majeur de la semaine (Division 1) |                     |           |                            |
| Position                            | Joueuse             | Fréquence | Journée de championnat     |
| Gardienne de but                    | Julie Foggea        | 3         | J6, J13, J14               |
| Ailière gauche                      | Coralie Lassource   | 1         | J12                        |
| Ailière gauche                      | Constance Mauny     | 2         | J15, J21                   |
| Arrière gauche                      | Alexandrina Barbosa | 1         | J13                        |
| Demi-centre                         | Jenny Carlson       | 1         | J1                         |
| Pivot                               | Pauletta Foppa      | 2         | J6, J12                    |
| Arrière droite                      | Valeriia Maslova    | 6         | J8, J9, J14, J17, J22, J26 |
| Arrière droite                      | Aïssatou Kouyaté    | 1         | J20                        |
| Arrière droite                      | Alexandrina Barbosa | 1         | J11                        |
| Ailière droite                      | Alicia Toublanc     | 3         | J9, J16, J18               |
| Défenseure                          | Pauletta Foppa      | 3         | J4, J8, J13                |
| Défenseure                          | Hawa N'Diaye        | 2         | J15, J23                   |

- Note - une même joueuse peut être nommée dans le 7 majeur à différents postes:
  - Pauletta Foppa s'est illustrée en tant que pivot et défenseure
  - Alexandrina Barbosa s'est illustrée en tant qu'arrière gauche et arrière droite.
- Géré par l'AJPH. Source: J1[17], J4[18], J6[19], J8[20], J9[21], J11[22], J12[23], J13[24], J14[25], J15[26], J16[27], J17[28], J18[29]

### Ligue des Champions de l'EHF- Best 7 Players of the Round et MVP
| \| Best 7 Players of the Round \| \| \| \| \| Position \| Joueuse \| Fréquence \| Round \| \| Gardienne de but \| Katharina Filter (en) \| 1 \| R13[30] \| \| Ailière gauche \| Coralie Lassource \| 1 \| R12[31] \| \| Arrière gauche \| Alexandrina Barbosa \| 1 \| R9[32] \| \| Demi-centre \| \| \| \| \| Pivot \| Pauletta Foppa \| 3 \| R8[33], R11[34], R14[35] \| \| Arrière droite \| Valeriia Maslova \| 4 \| R5[36], R8[33], R9[32], R14[35] \| \| Ailière droite \| Pauline Coatanea \| 1 \| R10[37] \| \| Défenseure \| Pauletta Foppa \| 1 \| R14[35] \| |                       | MVP (Most Valued Player) - Round ? : |                 |
| Best 7 Players of the Round |                       |                                      |                 |
| Position | Joueuse               | Fréquence                            | Round           |
| Gardienne de but | Katharina Filter (en) | 1                                    | R13             |
| Ailière gauche | Coralie Lassource     | 1                                    | R12             |
| Arrière gauche | Alexandrina Barbosa   | 1                                    | R9              |
| Demi-centre |                       |                                      |                 |
| Pivot | Pauletta Foppa        | 3                                    | R8, R11, R14    |
| Arrière droite | Valeriia Maslova      | 4                                    | R5, R8, R9, R14 |
| Ailière droite | Pauline Coatanea      | 1                                    | R10             |
| Défenseure | Pauletta Foppa        | 1                                    | R14             |

## Replays des matchs diffusés (TV et internet)
Certains matchs à domicile de Brest sont diffusés en direct par les chaînes de télévision locales Tébéo et TébéSud, qui conservent généralement les replays  sur leurs sites internet.
BeIN Sports diffuse une rencontre par journée de championnat de Ligue Butagaz Energie (généralement la plus grande affiche de la journée).
Handball TV, la plateforme OTT de la Fédération française de handball, retransmet le feed de Tébéo/TébeSud et Bein Sports en direct, et diffusent aussi en exclusivité des matchs à domicile et à l'extérieur. Les replays des matchs y sont disponibles. Pour regarder les matchs sur Handball TV, un abonnement est nécessaire (4€ par mois ou 35€ par an).

## Matchs diffusés
| Matchs diffusés | Matchs diffusés | Matchs diffusés         | Matchs diffusés   | Matchs diffusés   | Matchs diffusés   |
| Jour            | Date            | Match                   | Handball TV 🔐    | BeIN 🔐           | Lien sans paywall |
| --------------- | --------------- | ----------------------- | ----------------- | ----------------- | ----------------- |
| J1              | 30/08/23        | Brest vs Toulon         | Handball TV       | —————             | Tébéo             |
| J2              | 21/02/24        | Mérignac vs Brest       | Handball TV (VOD) | —————             | ——————————        |
| J3              | 06/09/23        | Brest vs Saint-Amand    | Handball TV       | —————             | Tébéo             |
| J4              | 13/09/23        | Nantes vs Brest         | Handball TV       | BeIN              | ——————————        |
| J5              | 27/09/23        | Brest vs Strasbourg     | Handball TV       | —————             | Tébéo             |
| J6              | 04/10/23        | Paris vs Brest          | Handball TV       | BeIN              | ——————————        |
| J7              | 07/10/23        | Brest vs Plan-de-Cuques | Handball TV       | —————             | Tébéo             |
| J8              | 25/10/23        | Besançon vs Brest       | Handball TV       | —————             | ——————————        |
| J9              | 31/10/23        | Brest vs Nice           | Handball TV       | BeIN              | ——————————        |
| J10             | 04/11/23        | Saint-Maur vs Brest     | Handball TV       | —————             | ——————————        |
| J11             | 15/11/23        | Dijon vs Brest          | Match non diffusé | Match non diffusé | Match non diffusé |
| J12             | 10/01/24        | Brest vs Chambray       | Handball TV       | BeIN              | ——————————        |
| J13             | 17/01/24        | Metz vs Brest           | Handball TV       | BeIN              | ——————————        |
| J14             | 24/01/24        | Brest vs Paris          | Handball TV       | BeIN              | ——————————        |
| J15             | 07/02/24        | Strasbourg vs Brest     | Handball TV       | —————             | ——————————        |
| J16             | 14/02/24        | Brest vs Nantes         | Handball TV       | BeIN              | ——————————        |
| J17             | 24/02/24        | Plan-de-Cuques vs Brest | Handball TV (VOD) | —————             | ——————————        |
| J18             | 08/03/24        | Brest vs Mérignac       | Handball TV       | —————             | Tébéo             |
| J19             | 13/03/24        | Saint-Amand vs Brest    | Match non diffusé | Match non diffusé | Match non diffusé |
| J20             | 27/03/24        | Brest vs Dijon          | Handball TV       | —————             | Tébéo             |
| J21             | 19/04/24        | Toulon vs Brest?        | Handball TV       |                   | ——————————        |
| J22             | 21/04/24        | Nice vs Brest?          | Handball TV       |                   | ——————————        |
| J23             | 04/05/24        | Brest vs Metz           | Handball TV       | BeIN?             | Tébéo             |
| J24             | 12/05/24        | Brest vs Saint-Maur     | Handball TV       | —————             | Tébéo             |
| J25             | 22/05/24        | Chambray vs Brest?      | Handball TV       |                   | ——————————        |
| J26             | 25/05/24        | Brest vs Besançon       | Handball TV       | —————             | Tébéo             |

Notes: Les diffusions gratuites de Mérignac vs Brest (21/02/24) et Plan-de-Cuques vs Brest (24/02/24) ont été produites et réalisées par le club de Brest bien que ces matchs soient joués à l'extérieur. Les replays de ces matchs ne sont pas disponibles. Le club paie également les diffusions des matchs sur Tébéo.